# Secondo viaggio di Juan Díaz de Solís
Il secondo viaggio di Juan Díaz de Solís venne realizzato nel 1508. Alla spedizione partecipò insieme a lui Vicente Yáñez Pinzón e lo scopo del viaggio era quello di esplorare le coste del centro America per cercare un passaggio per le Isole delle spezie, ovvero l'Asia.

## Antefatti
Il contatto con Yáñez Pinzón avviene presso il Consiglio dei Navigatori tenutosi a Burgos nel 1508, al quale parteciparono altri grandi marinai del momento come Juan de la Cosa e Américo Vespucio e in cui fu creata la posizione di pilota senior, che ricade su quest'ultimo, e si decise di lanciare una spedizione per cercare il passaggio nel Mare del Sud e nelle Isole Molucche.

## Il viaggio
Hanno trascorso parte del tempo esplorando il Mar dei Caraibi dal Golfo di Paria (Venezuela) alla costa del Nicaragua nella zona di Veragua. Quando non trovarono il passaggio che stavano cercando, circondarono la penisola dello Yucatan ed entrarono nel Golfo del Messico fino a 23,5° di latitudine nord, protagonista di uno dei primi contatti con la civiltà azteca. Yáñez e Díaz tornarono in Spagna nel 1509, a due mesi di distanza, ma una grave disputa tra loro si concluse con Solís in prigione. Tuttavia, i magistrati ritennero che avesse ragione e lo rilasciarono nel 1511,

## Conseguenze
Al ritorno da questo viaggio ci fu una disputa tra Juan Díaz de Solís e Vicente Yáñez Pinzón e De Solìs fu incarcerato. Rimase in carcere per poco tempo e quando uscì, riuscì ad entrare nelle simpatie del re Ferdinando II d'Aragona.